# Ali M. Ansari
Ali M. Ansari, wł. Ali Massoud Ansari (ur. 24 listopada 1967 w Rzymie) – brytyjski historyk pochodzenia irańskiego, profesor specjalizujący się w historii Iranu.

## Życiorys
Absolwent studiów w: University College London (Bachelor of Arts w 1989), King’s College London (Master of Arts w 1990), Szkole Studiów Orientalnych i Afrykańskich, Uniwersytet Londyński (doktorat w 1998). Był założycielem Instytutu Studiów Iranistycznych na University of St Andrews w Szkocji.

## Książki przełożone na język polski[3]
- Iran. Historia współczesna, wyd. 2025; tyt. oryg. Iran